# 주홍도요

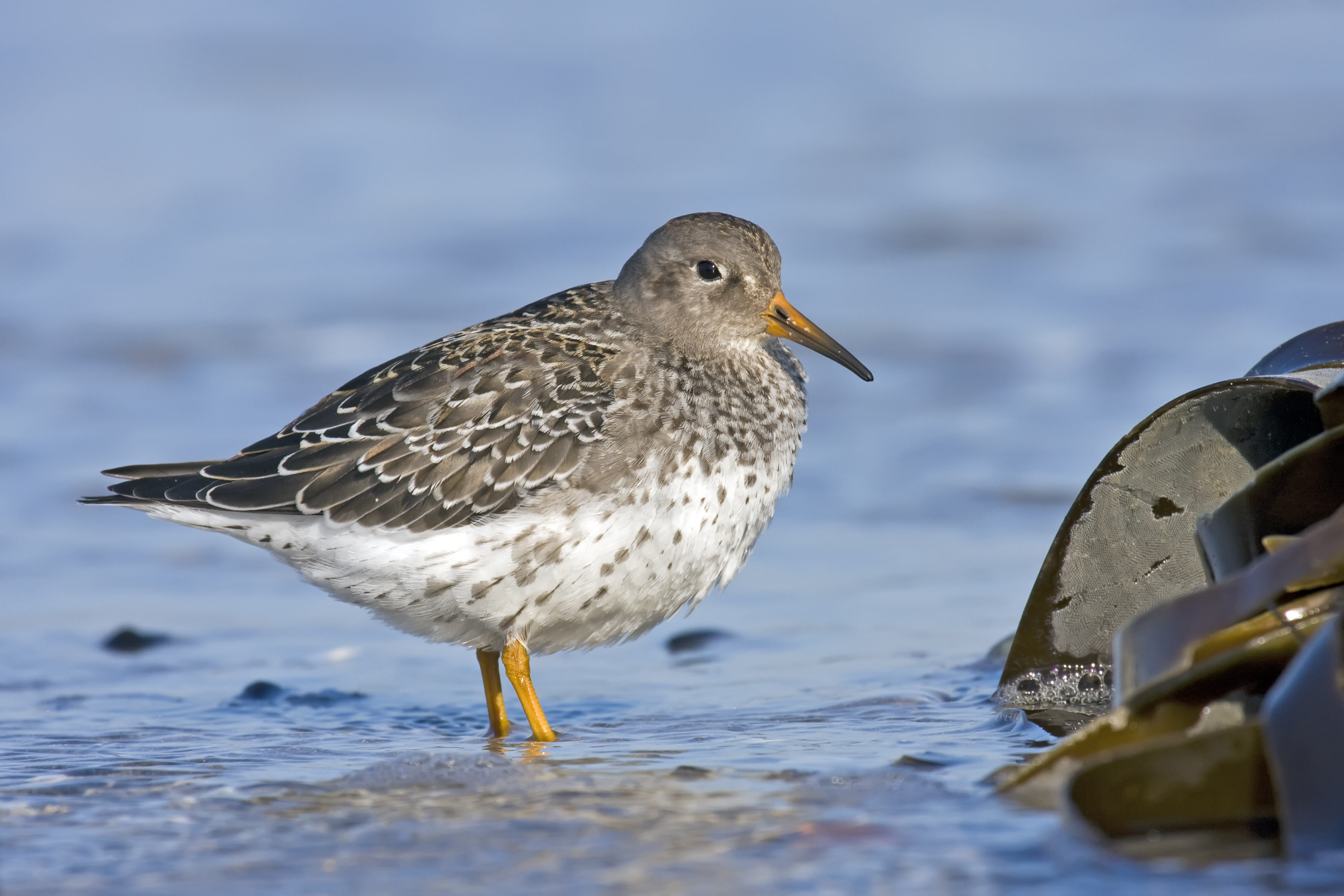

주홍도요(purple sandpiper, Calidris maritima)는 크기가 작은 섭금류이다. 속명은 고대 그리스어 낱말 kalidris 또는 skalidris에서 비롯된 것으로, 이는 일부 회색 물가 새(waterside bird)에 대해 아리스토텔레스가 사용한 용어이다. 특정 maritima는 라틴어에서 비롯된 것으로 "바다(의)"를 의미한다.

## 개요
성체는 다리가 짧고 노란색이며, 부리의 경우 얼굴쪽을 향하는 부분은 노란 색이며 전반적으로는 중간 정도로 두꺼운 어두운 부리를 갖고 있다. 몸은 어두운 편으로, 윗쪽은 살짝 자줏빛을 내고 아랫쪽은 하얀 편이다. 가슴은 회색이고 엉덩이는 검은색이다. 길이는 20~22센티미터, 날개는 42~44센티미터이고 몸무게는 50~105그램이다.

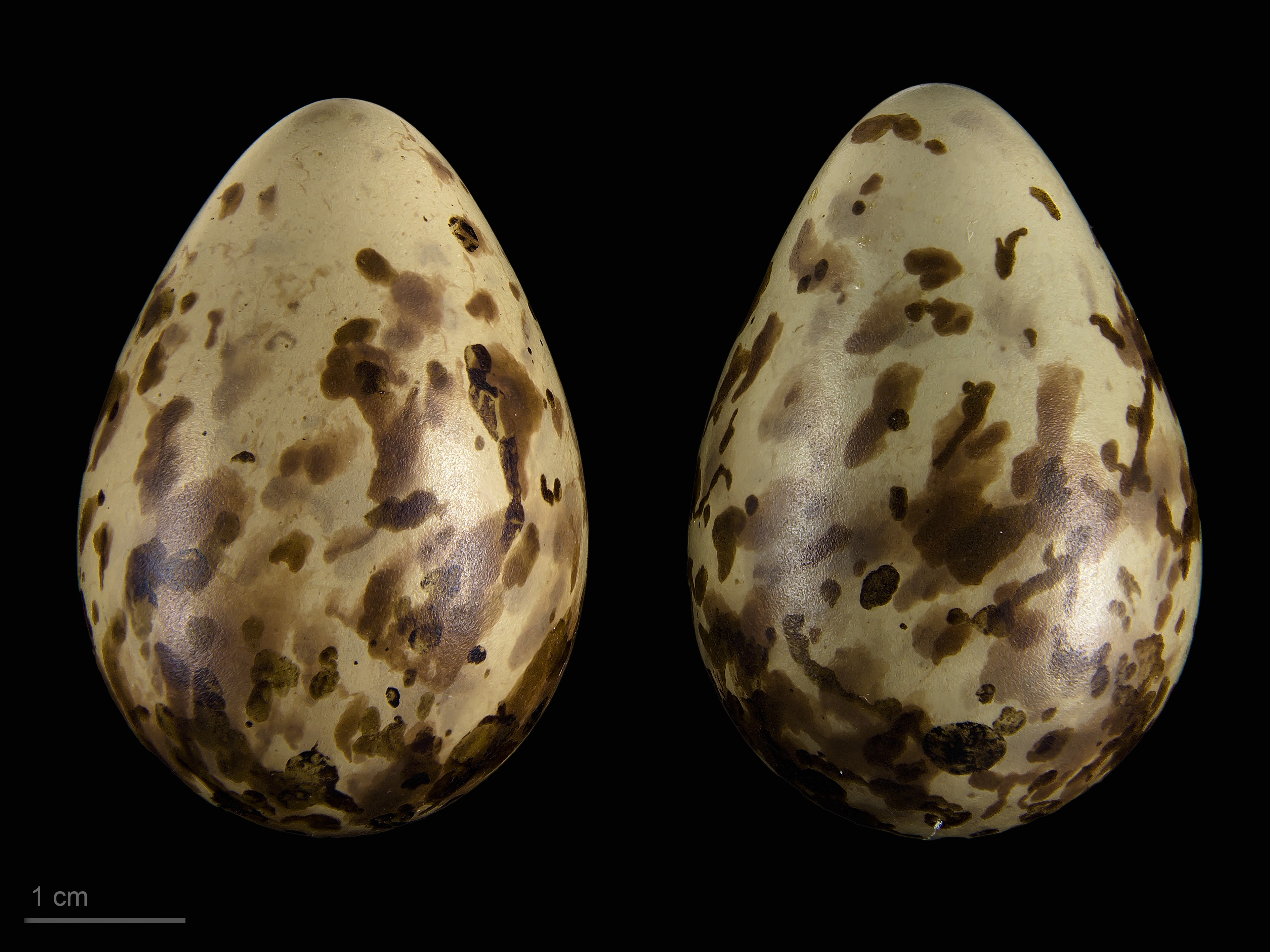
Calidris maritima maritima

| 표준 측정 | 표준 측정                   |
| --------- | --------------------------- |
| 길이      | 210–240 mm (8.1–9.5 in)     |
| 몸무게    | 70 g (2.5 oz)               |
| 날개 길이 | 430 mm (17 in)              |
| 날개      | 117.9–130 mm (4.64–5.12 in) |
| 꼬리      | 55.9–63 mm (2.20–2.48 in)   |
| 높이      | 27.2–32 mm (1.07–1.26 in)   |
| 위털      | 22–23.8 mm (0.87–0.94 in)   |

## 번식
캐나다의 북극 제도의 툰드라 북부, 그린란드의 해안 지역, 유럽 북서부에서 번식한다. 바위 위나 축축한 낮은 지대의 땅에 알을 낳는다.